# Cynorta albiadspersa
Cynorta albiadspersa is een hooiwagen uit de familie Cosmetidae.